# 褚汝航
褚汝航（？—1854年），字一帆，江蘇吳縣人，一說廣東人。道光二十八年，捐職布政司經歷，發往廣西。在金田及新墟等地剿太平軍，累功擢知府。應曾國藩招，至湖南，與夏鑾督造戰艦，訓練水軍。咸豐四年，率所部復岳州、湘潭。太平軍進犯城陵磯，褚汝航、夏鑾兩人分路進擊，殺太平天國丞相汪得勝等，因功以道員選用。城陵磯之役，清軍被太平軍包圍，陳輝龍及游擊沙鎮邦等戰死。褚汝航等督軍馳救，被殺。

## 延伸阅读
[在维基数据编辑]
 《清史稿·卷490》，出自趙爾巽《清史稿》